# Susan Roberts (Schwimmerin)
Susan Elizabeth Roberts (* 21. April 1939 in Johannesburg) ist eine ehemalige südafrikanische Schwimmerin.

## Karriere
In ihrer Jugend war Roberts in diversen Sportarten aktiv. Ihre größten Erfolge verzeichnete sie aber im Schwimmsport – so brach sie den südafrikanischen Rekord über 880 yds Freistil und gewann den nationalen Titel über selbige Distanz. In der Folge wurde sie für die Olympischen Spiele 1956 in Melbourne nominiert. Dort gewann sie mit der Staffel über 4 × 100 m Freistil Bronze. In der Einzeldisziplin über 100 m Freistil erreichte sie das Halbfinale. Über 400 m Freistil scheiterte sie als Zehnte knapp am Einzug ins Finale. Zwei Jahre später war Roberts Teilnehmerin der British Empire and Commonwealth Games. Im walisischen Cardiff erreichte sie mit der Staffel über 4 × 110 yds Freistil den vierten Rang, mit der Staffel über 4 × 110 yds Lagen Platz fünf. An den Einzelwettbewerben über 110 yds Freistil, 440 yds Freistil und 110 yds Rücken nahm sie ebenfalls teil, schied aber in den Vorläufen aus. Zwischen 1955 und 1958 konnte die Südafrikanerin zahlreiche nationale Titel gewinnen und nationale Rekorde aufstellen.
1956 begann Roberts ein Studium der Sozialwissenschaften an der Universität Kapstadt.